# Chinon
Chinon es una localidad francesa del departamento de Indre y Loira, en la región Centro-Valle del Loira. Es una de las dos subprefecturas del departamento (la otra es Loches). Su gentilicio es Chinonais. Chinon “pequeña villa de gran renombre” como se suele denominar,  es también conocida como “la flor del jardín de Francia”, el susodicho jardín se encuentra en Turena.
Chinon tenía 7928 habitantes en 2012. Construida a ambos lados del río Vienne la antigua ciudad está formada por recoletas  calles (casi todas en cuesta), mientras que un barrio: el “Hucherolles”, más residencial, se ubica en una meseta. Chinon es también reconocido por su vino.

## Historia

### Castillo de Chinon
Dominando el Vienne, la meseta de Chinon termina en un contrafuerte que casi alcanza el río. Este contrafuerte, fortificado desde el tiempo de los romanos,  soportó durante diez siglos una historia confusa y trágica.
Tres maestros en la construcción de  fortificaciones dejaron su impronta en el castillo-fortaleza, así como dos reyes de Inglaterra: Enrique II y Ricardo Corazón de León, y un rey de Francia Felipe Augusto. En el año 1205 y tras un asedio de ocho meses, el rey de Francia pudo quitárselo a los Plantagenet.

### Corte del rey de Bourges (principios del)

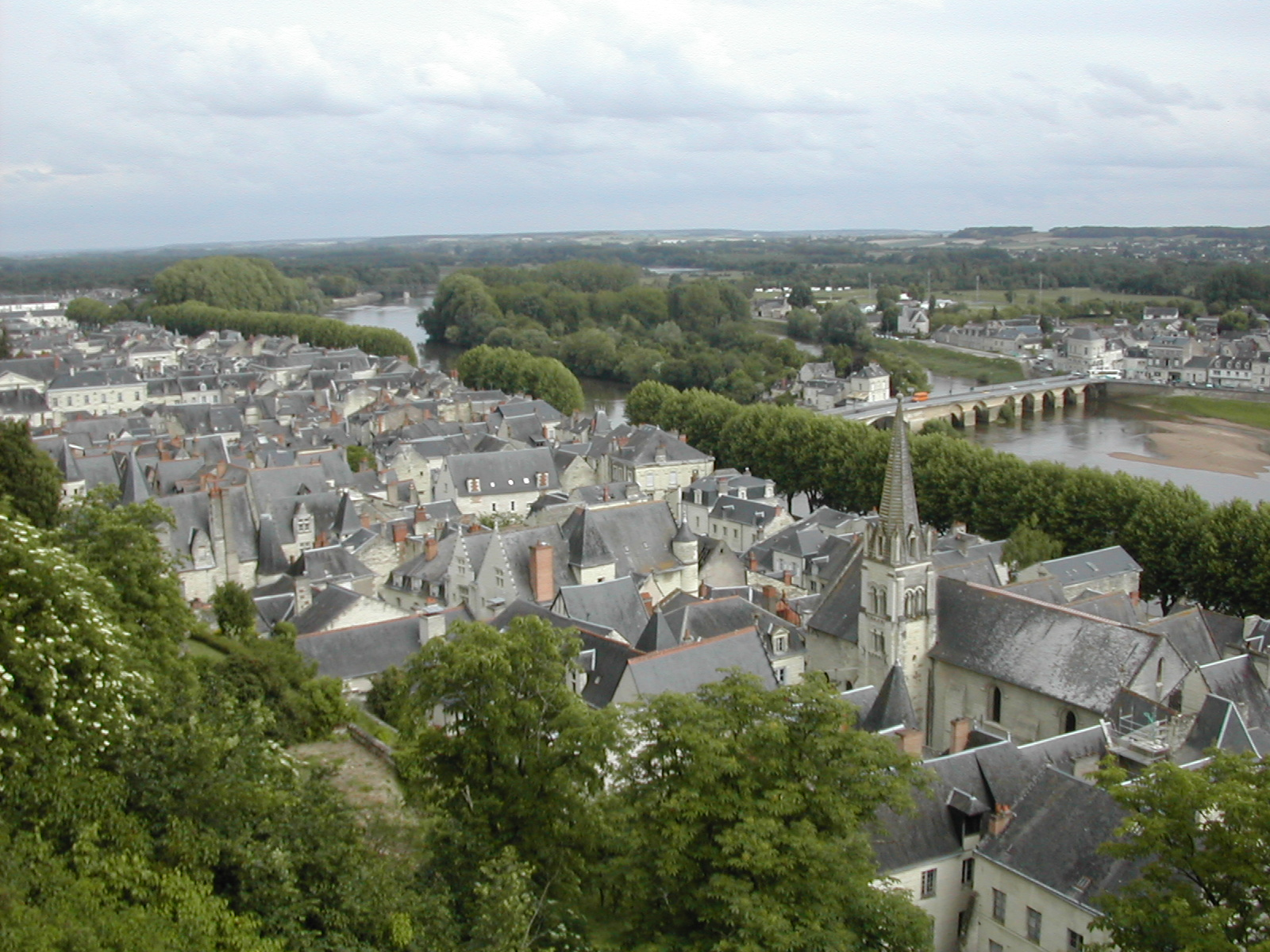
Vsta de Chinon

### Corte del rey de Bourges (principios delsigloXV)
Con Carlos VII se inició una parte de su historia. Francia se encontraba en una situación muy grave. Enrique IV, rey de Inglaterra, era también el rey de Bretaña, Carlos VII no era más que el rey de Bourges cuando, en el año 1427, instaló su pequeña corte en Chinon. Al año siguiente el rey reunió a los Estados Generales de las provincias del Centro y del Sur sometidas, todavía, a su autoridad. Estas aportaron 400 000 libras para organizar la defensa de Orleans, que estaba asediada por los bretones.

### Juana de Arco en Chinon
Escoltada por seis soldados, Juana de Arco viajó desde Lorena a Chinon sin encontrar ninguna de las tropas armadas que asolaban el país. El pueblo vio en ella un signo de protección divina. Esperando ser recibida por el rey se alojó en una hospedería de la parte baja de la ciudad, donde permaneció ayunando y orando.
Cuando la joven (18 años), fue llevada a palacio trataron de confundirla: el gran salón estaba iluminado con cincuenta antorchas; trescientos gentiles hombres, vestidos ricamente, estaban allí reunidos; el rey intentó disimular su presencia escondiéndose tras ellos, mientras que un cortesano lucía los ropajes del rey. Juana de Arco avanzó tímidamente y reconoció, de inmediato, al verdadero rey pese a que este pretendía no serlo, Juana abrazó sus rodillas diciendo: "el rey de los cielos me envía para deciros que vos seréis consagrado y coronado en la ciudad de Reims y seréis el legado del Rey de los Cielos que es el rey de Francia". 
Carlos VII se debatía en un mar de dudas, se preguntaba si, realmente, Carlos VI era su padre, y si Isabel de Baviera, cuya conducta había causado tanto escándalo, era su madre. Cuando Juana de Arco  declaró: "Yo te aseguro, por medio de nuestro Señor Jesucristo, que tú eres el heredero de Francia y verdadero hijo del rey", él se sintió reconfortado y absolutamente convencido de la misión de la heroína.
La corte de Carlos VII manifestaba sus dudas. Obligaron a Juana de Arco a comparecer delante de la corte de Poitiers. Un areópago de doctores y matronas tenía que decidir si Juana era una bruja o una iluminada. Fue interrogada durante tres semanas. Sus sencillas respuestas, sus rotundas réplicas, su piedad, su confianza en la intervención de Dios, convencieron a los más escépticos. Fue declarada enviada de Dios. Devuelta a Chinon, Juana volvió a entrevistarse con Carlos VII a fin de que este le proporcionara un ejército. El rey le proporcionó un ejército el 25 de febrero de 1429 y el 20 de abril de 1429 Juana marchó para cumplir su milagroso y trágico destino..

### El divorcio de Luis XII (finales delsigloXV)
Chinon fue sede de la corte hasta el año 1450, después fue abandonado. No obstante, el castillo volvió a ser el centro de una nueva página histórica en 1498 cuando el rey Luis XII recibió al legado del papa César Borgia que le traía la bula de su divorcio.
Luis XII se separó de Juana de Francia, hija de Luis XI. Luis XII sólo tenía catorce años cuando Luis XI le obligó a casarse. Una doble protuberancia, una cadera coxálgica y un aspecto simiesco, explican el poco interés de Luis XII por su esposa durante los veintitrés años que duró su matrimonio. Cuando murió Carlos VIII, Luis XII tuvo que casarse, según el testamento del difunto, con su viuda Ana de Bretaña. Este nuevo matrimonio le permitiría conservar Bretaña, motivo suficiente para que el rey, célebre por sus magníficas fiestas, festejase, al mismo tiempo, la llegada de la bula y el nuevo matrimonio.

### El declive
El cardenal Richelieu codiciaba Chinon y, no sin intrigas, consiguió hacerse con él. El castillo perteneció a su familia hasta la Revolución francesa. No se preocupó por el  mantenimiento del castillo: fortificaciones y edificios empezaron a desmoronarse. Durante la época de Napoleón Bonaparte la ruina del mismo se acentuó. Cuando pasó a la propiedad del municipio de Chinon se empezaron las obras de reconstrucción y consolidación. Desde la orilla sur del Vienne el castillo ofrece su vista más espectacular y puede admirarse la envergadura del castillo medieval de Chinon. Esta fortaleza medieval, destacable por sus dimensiones, domina la ciudad de un lado a otro (unos 500 metros de largo por unos 100 metros de ancho). Las murallas siguen el contorno del contrafuerte rocoso del norte del Vienne.
El castillo se divide en tres partes:
- el fort du Coudray
- el château du Milieu
- el foro Saint-Georges

## Economía
Su desarrollo se ha visto favorecido, en su mayor parte, por la construcción de la central nuclear de Chinon, situada en Avoine, municipio muy próximo a Chinon. La ciudad es conocida también por su vino, llamado “bretón”, elaborado a partir de cepas de cabernet.

## Monumentos y lugares de interés
Chinon está clasificada como Ciudad de Arte e Historia

### Capilla de Sainte-Radegonde
Ermita del siglo VI, edificada sobre una capilla troglodita ocupada en una época muy antigua. Fue, sin duda, un lugar de culto precristiano, tal y como lo hacen suponer, entre otros,  las cuevas encontradas. El conjunto comprende tres salas habitables, interesantes galerías y salas interiores. En estas últimas se exponen objetos de arte y tradicionales del antiguo Chinon.

### Museo de Juana de Arco
Instalado en la torre que da entrada al castillo: la Torre del reloj; el museo de Juana de Arco es el principal lugar turístico de Chinon. Se expone una colección de obras y objetos relacionados con Juana de Arco y su estancia en Turena,  recogidos por la asociación chinonaise: Conocimiento de Juana de Arco. Las obras expuestas permiten hacerse cargo del número y diversidad existente de las representaciones de Juana de Arco, que varían según los materiales, estilos y soportes empleados. Hay una infinidad de estatuas ecuestres del siglo XIX, verdaderamente extraordinarias.

### Museo animado del vino y de la tonelería
Abierto desde el 1 de junio de 1979, este museo es obra de un solo hombre de origen chinonais. Recogió, durante cinco años, todos los útiles expuestos y 2500 horas fueron necesarias para la realización de los catorce autómatas.
Se puede ver en estas salas, gracias a la acción de los autómatas, la utilización de los utensilios que servían, a finales del último siglo, para la fabricación del vino: toneles, prensas, desgranamiento, etc.

### Museo de los amigos del antiguo Chinon
En el centro de la ciudad histórica, la sede de los Estados Generales, del siglo XV es uno de los edificios más representativos de la arquitectura chinonaise, que abarca cinco siglos de una rica historia. Restaurado en los años 1970, contiene una hermosa colección de obras y objetos que ilustran la historia de Chinon y de su región, desde la Prehistoria hasta el siglo XIX.
Se pueden admirar dos obras excepcionales:
- La primera es la célebre capilla de Saint-Mexme, tejido hispano-morisco del siglo XI, adornado con guepardos encadenados y acompañados de elementos que evocan la caza. Esta obra fue restaurada en 1988.
- La segunda es el imponente retrato de Rabelais (2,10 m x 1,50 m) pintado en 1833 por Eugène Delacroix para la ciudad de Chinon, en el cual se plasma, a la vez, una imagen tradicional y romántica del maestro francés. Este cuadro adornaba la sala de los Estados Generales, de proporciones realmente suntuosas.
- En el segundo piso, los Amigos del viejo Chinon, exponen sus más preciadas piezas: loza de Langeais, estatuas religiosas, y objetos varios.

### Museo de Arte y tradiciones populares
Ubicado al lado de Sainte-Radegonde, en las cavidades trogloditas que habían servido de hábitat y lugar de trabajo, este museo expone una colección de antiguos objetos utilizados en la vida cotidiana y en los diversos  oficios. Una habitación troglodita ha sido reconstruida con todo su mobiliario y sus objetos familiares.

### La casa de la Rivière
En un edificio histórico, magníficamente restaurado, que se encuentra a orillas del Vienne, la casa de la Rivière expone un universo dedicado a la marina del Loira, río real. A través de una colección única en Francia de maquetas de barcos de río que demuestran la formidable epopeya de estos marineros.

## El fuerte de Coudray
Se mantiene la torre que ocupa la parte oeste de la construcción. Se construyó en el siglo XIII por orden de Felipe Augusto. Tiene 25 metros de altura por 12 metros de diámetro. Tiene tres pisos, los dos inferiores son abovedados. Juana de Arco ocupó el primer piso durante su estancia en Chinon. En esta torre Felipe IV de Francia (Felipe el Hermoso) hizo encarcelar a los templarios (entre ellos a Jacques de Molay), antes del juicio que les condenó a muerte. El fuerte de Coudray tiene otras dos hermosas torres: la torre del Moulin y la torre de Boisy

### La torre de Moulin
Está situada en el ángulo suroeste del edificio. Mide 20 metros de alto por 8 metros de diámetro. Se atribuye su origen a la época de Enrique II de Inglaterra. Está magníficamente protegida por diversas líneas de defensa lo que,  junto a su posición, resulta casi inexpugnable.

### La torre de Boisy
Está situada en el ángulo sureste del fuerte y domina la ciudad. En principio se llamaba torre de Beffroi. Mide 30 metros de alto y tiene la forma de un rectángulo de 15 metros de largo por 6 metros de ancho. El espesor de sus muros es superior a los 3 metros. Se comunicaba con la Torre del homenaje. La sala del nivel superior es una de sus más hermosas piezas, con una altura de 6.5 metros.

## El castillo del centro
Este castillo forma la parte central del conjunto. La fosa que separa el fuerte Saint-Geroges está atravesada por un puente de madera  que conduce a un puente levadizo que fue reemplazado por un puente de piedra. Se entra al castillo por la torre del Reloj, esta torre es particularmente plana, 5 metros de espesor por 35 metros de altura, vista de perfil parece una columna. Una campana, la Marie Javelle, situada en la lucernaria, sobre la plataforma, da las horas. Es accionada a mano en las grandes ocasiones. Las estancias reales se construyeron en el siglo XII y en el siglo XV. La capilla de Sainte Melaine  fue fundada en el siglo X por los monjes de la Abadía Bourgueil, su construcción se terminó en el siglo XI. En esta capilla murió Enrique II de Inglaterra el 7 de julio de 1189. Su cuerpo fue abandonado por sus servidores, recubierto con un sencillo mantel. Después fue transportado a Fontevraud. En la época de Carlos VII las estancias reales fueron el escenario de numerosos episodios muy señalados, en particular el secuestro de Georges de la Trémoille instigado por el condestable Richemont.

### Torre de Argenton
Fue construida a finales del siglo XV por Philippe de Commynes señor de Argenton. Se utilizó como prisión. En ella fueron utilizadas las célebres jaulas de Luis XI.

### Torre de los Perros
Construida en la época de Felipe Augusto, a principios del siglo XIII, servía de refugio para las jaurías reales. Tiene tres metros de  altura y tres pisos comunicados por una escalera.

### Torre de l’Echauguette
Permitía controlar las murallas del Norte y del Este del castillo

## El fuerte de Saint-Georges
Fue construido después de los otros dos castillos por orden de Enrique II plantagenet. El Vienne y  los barrancos protegían el castillo por el sur, el oeste y el norte, pero este lado oriental era accesible para el asaltante si llegaba por la meseta de Saint-Georges y hubo que reforzar sus defensas. El nombre del fuerte se debe a la capilla consagrada al patrón de Inglaterra.

## Demografía
| 7593 | 7735 | 8014 | 8622 | 8627 | 8716 |
| Para los censos de 1962 a 1999 la población legal corresponde a la población sin duplicidades (Fuente: INSEE [Consultar]) |      |      |      |      |      |

## Festivales
Un festival y su conocido mercado medieval se celebra cada año los cuatro primeros días de agosto. La fiesta concluye la noche del 4 de agosto entre fuegos artificiales y juegos de luces en lo alto del castillo.

## Hermanamientos
- Hofheim am Taunus (Alemania)
- Tiverton (Inglaterra)

Las ciudades de Hofheim y Tiverton están hermanadas entre ellas, se trata de un hermanamiento triangular.
- Tenkodogo (Burkina Faso)